# موتور ملنگ نارویی
موتور ملنگ نارویی یک منطقهٔ مسکونی در ایران است که در دهستان جلگه چاه هاشم واقع شده‌است.